# Пампердуто (Мачерата)
Пампердуто (итал. Pamperduto) насеље је у Италији у округу Мачерата, региону Марке.
Према процени из 2011. у насељу је живело 216 становника. Насеље се налази на надморској висини од 142 м.